# Лайл Стівік
Лайл Стівік (англ. Lyle Stevik) – псевдонім неідентифікованої людини, яка вчинила самогубство в 2001 році в мотелі в Аманда-Парк, Вашингтон. На теперішній час його справжнє ім'я залишається невідомим. Чоловіка бачили живим, в тому числі в мотелі, де він покінчив з життям. Він зняв номер на ім'я Лайл Стівік, можливо, використавши ім'я персонажа роману Дж. К. Оутс «Ти повинен це пам'ятати» (You Must Remember This)(1987).

## Обставини
Стівік поселився в мотель в Аманда-Парк після прибуття туди автобусом. Працівник готелю вважає, що, можливо, він прибув з Канади, оскільки він мав схожий акцент. Після реєстрації він написав свій псевдонім та адресу готелю Best Western у Меридіані, штат Айдахо. Такий готель дійсно існує, але ніхто з його персоналу не впізнав покійного.
Його також бачили, коли він йшов по дорозі від мотелю і до мотелю, але чи було це до оплати номера, або після, невідомо. Він поскаржився на шум ззовні, після чого отримав інший номер.
Він міг використати ім'я персонажа роману Дж. К.Оутс «Ти повинен це пам'ятати» з тим же ім'ям (написання прізвища відрізнялося - Stevick). За сюжетом, цей персонаж намагався накласти на себе руки.

## Смерть
Тіло чоловіка було знайдено на наступний день після його заселення в мотель, хоча спершу йшлося про те, що пройшло більше часу. Він повісився в стінній шафі на ремні, що був закріплений на планці для вішалок. Чоловік залишив гроші за проведену в мотелі ніч і передсмертну записку з одним словом: «суїцид». Після того, як його виявили, з'ясувалося, що він закрив в номері жалюзі. На тумбочці їм була залишена записка «за номер» зі 160 $ двадцятками. Передбачалося, що чоловік наклав на себе руки внаслідок депресії або смертельної хвороби, хоча ніяких ознак захворювання виявлено не було.
Можливо, чоловік був родом не з англомовної країни. Слідчий стверджував, що ймовірно він намагався вимовити слово «суїцид», адже папірець з цим словом був знайдений в сміттєвому кошику. При ньому не було багажу; все, що у нього було – це зубна щітка і паста. Чоловік був одягнений в синю картату сорочку, сіру футболку, сині джинси та чорні черевики.  Оплатив він  лише одну ніч, але сказав, що хотів би «залишитися ще на кілька днів».

## Розтин
Стівік був світлошкірим, але походження, можливо, індіанське або іспанське – він був брюнетом з карими очима. Місцевий коронер вважає, що він міг бути метисом африканського походження. Протягом життя він звертався до стоматологів і проходив у них лікування і носив брекети. Також у нього був старий шрам від видалення апендикса. На підборідді була родимка, а мочки вух з'єднувалися з шкірою шиї. За деякий час до смерті він втратив близько 18 кг ваги. Цей висновок був зроблений на основі спостереження про різницю між розміром джинсів і статурою Стівіка. Вік чоловіка міг бути 20-30 років, а рік народження як 1971-1981. Можливо, він був не старше 35 років, тоді дата народження чоловіка – не раніше 1966 року Було припущення, що він міг бути з Норвегії. 

## Розслідування
Оскільки Стівік помер незадовго до того, як його виявили, було легко зняти його відбитки пальців, одонтологічні і ДНК-дані. Його дані були поміщені у міжнародні бази, але ніяких відповідностей не було знайдено. Можливо, він приїхав на місце свого останнього перебування з Порт-Анджелеса або Аубердіна, звідки в той день в Аманда-Парк йшли автобуси. Однак, ніхто з водіїв його не упізнав. Жоден зі зниклих безвісти в той самий час чоловіків, Александр Крейг і Стівен Нідхем, ніколи не бралися до уваги як можлива особистість Стівіка.
У квітні 2007 року Стівік був включений в список «Зниклий з округу» як профіль місяці, що було ініційовано громадською організацією Lamar Associates, консультативною організацією правоохоронних органів, що базується у Вашингтоні, округ Колумбія, щоб допомогти в розслідуванні справ, пов'язаних з відсутніми або непізнаними американцями індіанського походження .